# Kondō Tetsuo

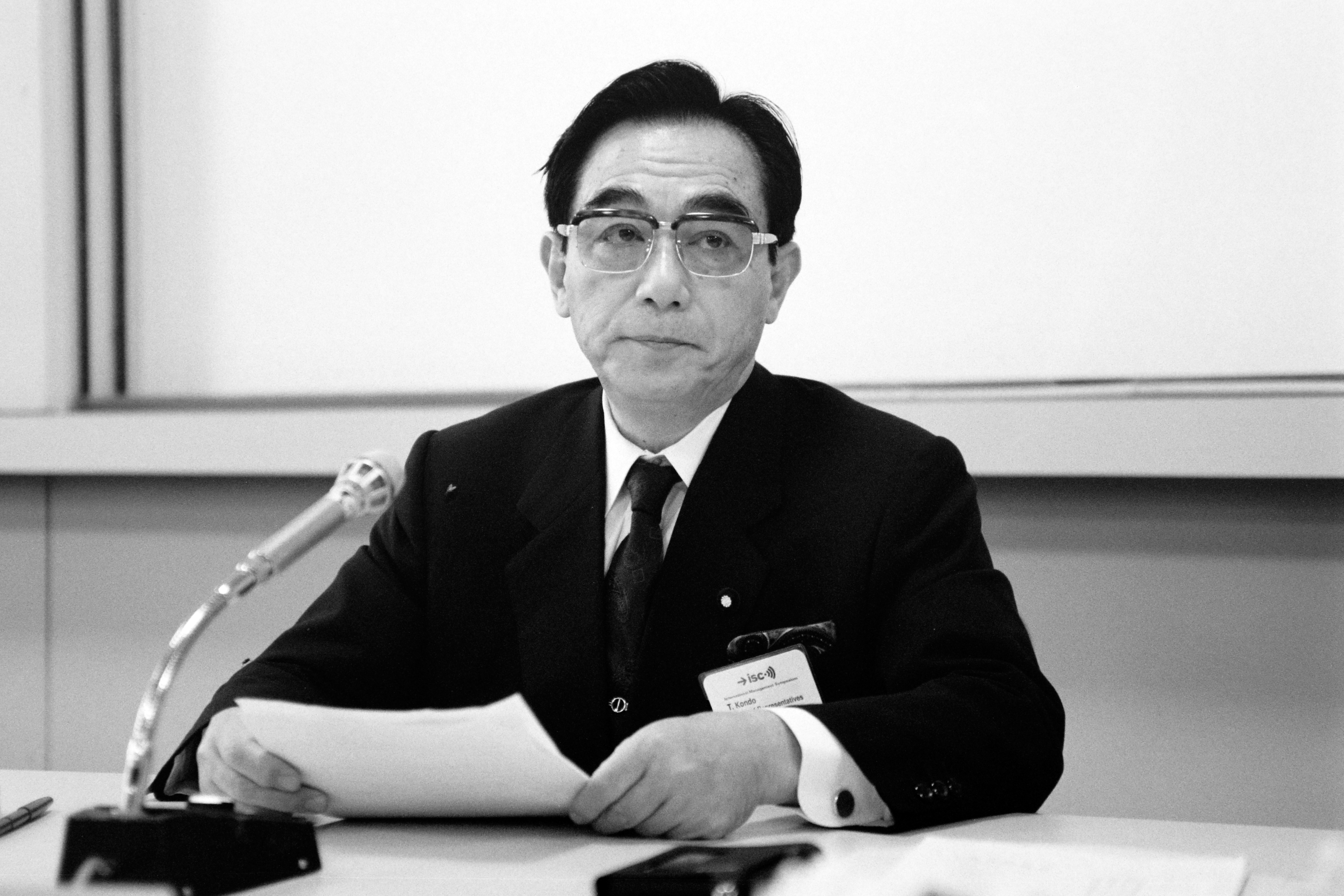
Kondō Tetsuo am Internationalen Management-Gespräch (1993)

Kondō Tetsuo (jap. 近藤 鉄雄; * 1929 in der Präfektur Yamagata, Japan; † 4. März 2010 in Tokyo) war ein japanischer Politiker.

## Biografie
Kondō, der zunächst Mitarbeiter des Finanzministeriums war, begann seine politische Laufbahn 1972, als er als Mitglied der Liberaldemokratischen Partei (LDP) im 1. Wahlkreis Yamagata erstmals in das Abgeordnetenhaus (Shūgiin) gewählt wurde. Später war er Leiter der Wirtschaftsplanungsbehörde im 3. Kabinett Nakasone.
Am 5. November 1991 wurde er von Premierminister Miyazawa Kiichi zum Arbeitsminister (Rōdō-daijin) in das Kabinett Miyazawa berufen, dem er bis zur Umbildung am 12. Dezember 1992 angehörte.
Kondō, der innerhalb der LDP der Miki-/Kōmoto-Faktion angehörte, zog sich nach neunmaliger Wiederwahl in das Repräsentantenhaus nach seiner Wahlniederlage 1996 aus der Politik zurück. Sein Sohn Kondō Yōsuke ist als Vertreter der Demokratischen Fortschrittspartei (Minshintō) ebenfalls Abgeordneter des Repräsentantenhauses.